# Harry Styles (álbum)
Harry Styles es el álbum debut homónimo del cantante, modelo y actor británico Harry Styles. Fue lanzado el 12 de mayo de 2017 a través de los sellos Erskine y Columbia Records.

## Antecedentes
Después de cinco años de Harry Styles con la banda One Direction, se anunció que la banda iba a tomar un largo descanso, lo que provocó rumores sobre su disolución permanente. El 13 de enero de 2016, Us Weekly publicó un informe en el que afirmaba que el hiato del grupo se convertiría, de hecho, en una división permanente, con una "fuente" en la que cada uno de los cuatro miembros restantes del grupo no renovó sus contratos después de On the Road Again Tour en octubre de 2015. Los representantes del grupo negaron el informe en una declaración a Billboard, afirmando que "nada ha cambiado en relación con los planes de hiato para el grupo, y todo se revelará a su debido tiempo de boca de los miembros de la banda. " En febrero, se confirmó que Styles había comenzado una carrera en solitario. En junio, se confirmó que Styles había firmado un contrato de grabación en solitario con Columbia Records.
El 31 de marzo de 2017, Styles reveló la portada y el nombre del primer sencillo del álbum a través de Instagram y Twitter, "Sign of the Times", que fue lanzado el 7 de abril de 2017. El nombre del álbum y la lista de canciones se revelaron el 13 de abril de 2017.

## Promoción
Harry Styles interpretó las canciones "Sign of the Times" y "Ever Since New York" en el Saturday Night Live el 15 de abril de 2017. El 21 de abril, Styles apareció en The Graham Norton Show, por su primera actuación en solitario en su país natal. El 9 de mayo, Styles interpretó las canciones "Carolina", "Sign of the Times" y "Ever Since New York" en el Today Show. Styles se presentó en The Late Late Show con James Corden del 15 al 19 de mayo.
Con el fin de promover el álbum, Styles salió de gira por primera vez en solitario con su tour Harry Styles: Live On Tour. La gira comenzó el 19 de septiembre de 2017 y concluyó el 14 de julio de 2018 en Los Ángeles, Estados Unidos. La gira recorrió el continente americano, europeo, asiático y oceánico.

## Recepción de la crítica
En Metacritic, el álbum tiene una puntuación media de 68 de cada 100, lo que indica "críticas generalmente favorables" basado en 24 reseñas.
El crítico de AllMusic Tim Sendra escribe: "Harry Styles funciona muy bien como un álbum pop moderno y una extensión del sonido y la marca 1D, pero como el tipo de declaración personal que Styles quiere hacer, se acerca muy cerca, pero finalmente se queda corto." Leonie Cooper de NME lo definió como "un álbum no tan malo, en realidad tiene mezclas de un estilo romántico de Los Ángeles y baladas envolventes", comparándolo con los sonidos del álbum ZZ Top, Aerosmith y Sheryl Crow.  En Entertainment Weekly, Leah Greenblatt dijo: Styles "se baña en el privilegio de rendir homenaje a sus muchos héroes musicales, e intentar en todos los estilos que encajan." Roisin O'Connor de The Independent dio el álbum 3 de 5 estrellas.

## Desempeño comercial
Styles debutó en el número uno en el Billboard 200 de Estados Unidos con 230 mil unidades equivalentes de álbum, de las cuales 193 mil eran ventas de álbumes puras. Fue la primera semana de ventas más alta para el álbum de debut de un artista británico de larga duración desde que Nielsen SoundScan comenzó en 1991. Hasta el día de hoy, el álbum ha vendido más de 4 millones de copias puras a nivel mundial, siendo este uno de los álbumes más exitosos del 2017.

## Lista de canciones
| N.º | Título                   | Escritor(es)                                                     | Productor(es) the Hallway           | Duración |  |
| 1.  | «Meet Me in the Hallway» | Harry Styles Jeff Bhasker Tyler Johnson Ryan Nasci Alex Salibian | Bhasker Salibian Johnson            | 3:47     |  |
| 2.  | «Sign of the Times»      | Styles Bhasker Johnson Nasci Rowland Salibian                    | Bhasker Salibian Johnson            | 5:40     |  |
| 3.  | «Carolina»               | Styles Bhasker Thomas Hull Johnson Nasci Rowland Salibian        | Kid Harpoon Bhasker Saliban Johnson | 3:09     |  |
| 4.  | «Two Ghosts»             | Styles John Ryan Rowland Julian Bunetta Johnson                  | Bhasker Salibian Johnson            | 3:49     |  |
| 5.  | «Sweet Creature»         | Styles Hull                                                      | Kid Harpoon Bhasker Saliban Johnson | 3:44     |  |
| 6.  | «Only Angel»             | Styles Bhasker Johnson Nasci Rowland Salibian                    | Bhasker Salibian Johnson            | 4:51     |  |
| 7.  | «Kiwi»                   | Styles Bhasker Johnson Nasci Rowland Salibian                    | Bhasker Salibian Johnson            | 2:56     |  |
| 8.  | «Ever Since New York»    | Styles Bhasker Johnson Nasci Rowland Salibian                    | Bhasker Salibian Johnson            | 4:13     |  |
| 9.  | «Woman»                  | Styles Bhasker Johnson Nasci Rowland Salibian                    | Bhasker Salibian Johnson            | 4:38     |  |
| 10. | «From the Dining Table»  | Styles Bhasker Johnson Nasci Rowland Salibian                    | Bhasker Salibian Johnson            | 3:31     |  |

## Posicionamiento en listas
| País                                     | Mejor posición |
| ---------------------------------------- | -------------- |
| Argentina (CAPIF)                        | 1              |
| Alemania (GFK Albums)                    | 5              |
| Austria (Álbumes Australianos)           | 2              |
| Bélgica (Ultratop Flandes)               | 1              |
| Bélgica (Ultratop Wallonia)              | 3              |
| Canadá (Canadian Albums Chart)           | 1              |
| República Checa (IFPI)                   | 1              |
| Dinamarca (Hitlisten)                    | 4              |
| Escocia (OCC)                            | 1              |
| España (PROMUSICAE)                      | 1              |
| Estados Unidos (Billboard 200)           | 1              |
| Finlandia (The Official Finnish C harts) | 3              |
| Francia (SNEP)                           | 4              |
| Irlanda (IRMA)                           | 1              |
| Italia (FIMI)                            | 2              |
| México (Top 100 México)                  | 1              |
| Noruega (VG-lista)                       | 2              |
| Nueva Zelanda (RMNZ)                     | 2              |
| Países Bajos (MegaCharts)                | 1              |
| Reino Unido (UK Albums Chart)            | 1              |
| Suecia (Sverigetopplistan)               | 3              |
| Suiza (Schueizer Hitparade)              | 3              |

| País                    | Mejor posición |
| ----------------------- | -------------- |
| México (Top 100 México) | 6              |

### Certificaciones
| País           | Organismo certificador | Certificación | Ventas    | Ref.   |
| -------------- | ---------------------- | ------------- | --------- | ------ |
| Australia      | ARIA                   | Platino       | 70 000    | [ 24 ] |
| Bélgica        | BEA                    | Oro           | 10 000    | [ 25 ] |
| Brasil         | Pro-Música Brasil      | Platino       | 40 000    | [ 26 ] |
| Canadá         | Music Canada           | Platino       | 80 000    | [ 27 ] |
| Dinamarca      | IFPI Dinamarca         | Platino       | 20 000    | [ 28 ] |
| Estados Unidos | RIAA                   | Platino       | 1 000 000 | [ 29 ] |
| Francia        | SNEP                   | Oro           | 50 000    | [ 30 ] |
| Italia         | FIMI                   | Platino       | 50 000    | [ 31 ] |
| Reino Unido    | BPI                    | Platino       | 300 000   | [ 32 ] |
| México         | AMPROFON               | 3x Platino    | 180 000   | [ 33 ] |
| Noruega        | IFPI Noruega           | Oro           | 10 000    | [ 34 ] |
| Nueva Zelanda  | RMNZ                   | Oro           | 7 500     | [ 35 ] |
| Países Bajos   | NVPI                   | Oro           | 20 000    | [ 36 ] |
| Polonia        | ZPAV                   | Platino       | 20 000    | [ 37 ] |
| Portugal       | AFP                    | Oro           | 7 500     | [ 38 ] |
| Singapur       | RIAS                   | Oro           | 5 000     | [ 39 ] |
| Suecia         | GLF                    | Oro           | 15 000    | [ 40 ] |
| Suiza          | IFPI Suiza             | Oro           | 10 000    | [ 41 ] |